# ماريكو اوكادا
ماريكو اوكادا (باليابانية: 岡田茉莉子) هي منتجة أفلام وممثلة يابانية، ولدت في 11 يناير 1933 بطوكيو في اليابان.

## أعمال

### أفلام
- (1954)  موساشي مياموتو
- (1985) تامبوبو

## وصلات خارجية
- ماريكو اوكادا على موقع IMDb (الإنجليزية)
- ماريكو اوكادا على موقع روتن توميتوز (الإنجليزية)
- ماريكو اوكادا على موقع ألو سيني (الفرنسية)
- ماريكو اوكادا على موقع ميوزك برينز (الإنجليزية)
- ماريكو اوكادا على موقع أول موفي (الإنجليزية)
- ماريكو اوكادا على موقع ديسكوغز (الإنجليزية)
- ماريكو اوكادا على موقع قاعدة بيانات الفيلم (الإنجليزية)